# Пшесмыки (гмина)
Пшесмыки (пол. Przesmyki) — сельская гмина (волость) в Польше, входит как административная единица в Седлецкий повет, Мазовецкое воеводство. Население — 3744 человека (на 2004 год).

## Демография
| Перепись                       | Всего   | Всего | Женщины | Женщины | Мужчины | Мужчины |
| ------------------------------ | ------- | ----- | ------- | ------- | ------- | ------- |
| Единицы                        | человек | %     | человек | %       | человек | %       |
| Население                      | 3744    | 100   | 1838    | 49,1    | 1906    | 50,9    |
| Плотность населения (чел./км²) | 32      | 32    | 15,7    | 15,7    | 16,3    | 16,3    |

## Соседние гмины
1. Гмина Корчев
2. Гмина Лосице
3. Гмина Морды
4. Гмина Папротня
5. Гмина Плятерув